# 科尔萨科夫海战
科尔萨科夫海战（俄语：Битва у Корсакова），又称宗谷海战（日语：／ Sōya Oki Kaisen ?，为1904年8月20日，日俄战争期间的一次小规模海战，为黄海海战的后续战斗。8月10日俄國海軍太平洋舰队旅顺分舰队试图突围时遭到日本海軍主力拦截，大部分撤回旅顺港内，仅一艘巡洋舰突破封锁北进，日军紧追之下，在科尔萨科夫附近发生交战，并击沉俄舰。
该战之后，俄国军舰在对马海峡以东海域的活动基本为零，日军控制了该地区的制海权。

## 背景

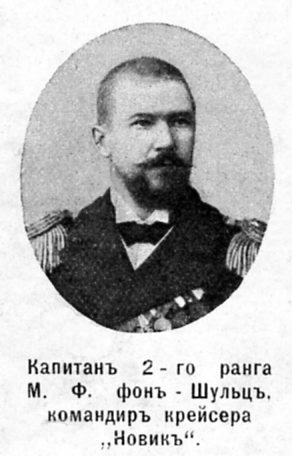
诺维克号防护巡洋舰 (1900年)舰长马克西米利安·菲奥多罗维奇·舒利茨海军中校（按德语读法则为米哈伊尔·菲奥多罗维奇·冯·舒尔茨）

日俄战争爆发后，日本海军对旅顺港内的旅顺分舰队长期进行封锁，另一方面日本陆军则从陆地上不计伤亡地对旅顺要塞进行强攻。1904年8月10日，旅顺分舰队司令威廉·维特捷夫特海军中将试图率领舰队突围，与守候在港外的东乡平八郎海军中将麾下的联合舰队主力爆发战斗。交战中维特捷夫特中弹身亡，指挥系统失灵的俄国舰队陷入混乱，大部分舰艇撤回了旅顺，但也有少部分舰长不愿继续留在旅顺港内坐以待毙，而是选择趁着夜色和战场上的混乱试图逃脱。
当天18:37俄军旗舰皇太子号司令塔中弹、维特捷夫特战死后，俄舰战列线开始发生混乱。日军见俄舰试图撤回旅顺港内，于是第五战队从西北、第六战队从东南方偏东向包抄。此时防护巡洋舰阿斯科利德号突然离开队伍向东南偏南的位置告诉脱离。诺维克号在海战中水线上受到3发命中，但依然抱有机动能力，也跟在阿斯科利德后飞驰而去。日军第五、第六战队舰船大多老旧，唯一恰巧挡在俄舰南逃去路的須磨又因引擎故障无法全速追击，日军追击无果，只能眼看着俄舰在夜幕和烟尘的掩护下扬长而去。
当晚诺维克号随着阿斯科利德号乘着夜色南下。途中诺维克号与阿斯科利德号失散，于是11日傍晚进入胶州湾加煤，12日天还没亮就离开当地，试图从日本东面绕过层层把守的日军舰艇，前往符拉迪沃斯托克（中文旧称海参崴）。
当时一艘去往上海的英国商船正好看见了诺维克号的动向。这一情报立即由日本驻上海领事馆迅速发回日本。大本营截获该情报后，当即电令第二舰队司令长官上村彦之丞海军中将派出两艘快速巡洋舰前往津轻海峡进行堵截。上村本来打算从第四战队中抽调两艘前往该地，但东乡命令改派千歲、对马两舰前往。千岁因伤需要修理，没有赶上黄海海战，当时正在从黑山岛出发驶向尾崎湾；而对马则正准备从尾崎湾出发返回佐世保。

## 过程
对马舰长仙头武央海军中佐判断若要等待与千岁会合后再行动身，将会贻误战机，因此决定立即单独出发前往函馆。当晚千岁进入尾崎港，整晚都在补充煤炭和淡水，第二天还没亮也匆匆赶往函馆。17日17:30对马抵达函馆，仙头立即联系了津轻海峡警备舰艇指挥官宫冈直记海军大佐，讨论巡逻的方案。18日早上对马离港，按照预定的方案进行警戒。千岁则于18日13:58赶到函馆，舰长高木助一海军大佐与仙头、宫冈一道分配任务。此时军令部长伊东祐亨担忧诺维克号会在当晚通过，再次进行催促，对马只好立即出港，而千岁则在19日01时出发，黎明时分两舰会合在大岛附近会合，然后千岁急速赶往宗谷海峡，当天16时左右赶到目的地。
19日，日本方面接到了诺维克号当天早上通过了国后、濑户，正在向着西北进发的报告，并将其转发给前线舰艇。千岁于是加大马力，拼命前进，在20日03时到达礼文岛西北约20海里处，然后调头向东进行搜索。不久宗谷岬的灯塔发现了诺维克号的踪迹，该舰正在向着萨哈林岛一处海岬驶去。09:40对马接到报告，乃赶往该方向，在科尔萨科夫一带搜索。
20日16时，对马远远望见科尔萨科夫锚地有煤烟升起，于是向前逼近加以确认。这正是日军追踪多时的诺维克号，当天才刚到该地，正准备去往符拉迪沃斯托克。诺维克号见有日舰前来，立即出港，企图利用自己的高航速甩开追兵。而对马则发挥最大航速紧追不放，同时向千岁发出电报“发现敌舰我对其攻击”。双方展开追逐，同时进行炮战。诺维克号水线附近受到3发命中，海水灌入舵室，舵机及轮机损坏，被迫于17:06调头企图退回科尔萨科夫。对马继续紧追不放，追击中对马左舷水线下受到一发命中，舰体发生倾斜，只好减速并全力排水。此后整晚对马都在进行抢修，没有参加接下来的行动。
对马在驶往科尔萨科夫的时候，千岁一开始还继续在海峡进行警戒，接到对马的电报才赶过去。千岁抵达港外时，已经夜深，舰长仙头决定留在外面监视港内动向。次日凌晨，千岁的瞭望哨发现诺维克号已经在浅滩处搁浅，右舷倾斜，与科尔萨科夫距离尚远，而乘员则正在利用汽艇来往于诺维克号与陆地之间。千岁见状，抵近诺维克号，06:25在距离8500米处进行炮击，见没有抵抗，更是大胆靠近至2500米炮击。进行一番破坏后，14时千岁脱离了战斗，与对马一同返回。

## 影响
科尔萨科夫海战实际上是黄海海战后续的一场小规模战斗。虽然俄舰仅有一艘单独北上，但日军依旧不敢大意，而是全力追击，担忧再次发生类似常陸丸事件的袭击。在另一边的对马海峡，第二战队在数日前已经于蔚山海战击败了符拉迪沃斯托克分舰队。随着诺维克号的损失，直到对马海峡海战为止，俄国海军再也没有利用大型军舰在对马海峡以东发起有效的海上行动。